# Strattis
Strattis är ett släkte av skalbaggar. Strattis ingår i familjen vivlar.
Kladogram enligt Catalogue of Life:
| Strattis | \| \| Strattis biguttatus \| \| \| \| \| \| Strattis vestigialis \| \| \| \| |
|          | \| \| Strattis biguttatus \| \| \| \| \| \| Strattis vestigialis \| \| \| \| |
|          | Strattis biguttatus                                                          |
|          |                                                                              |
|          | Strattis vestigialis                                                         |
|          |                                                                              |